# Франсуа Бію
Франсуа́ Бію́ (фр. François Billoux 21 травня 1903, Сен-Ромен-ла-Мот — 14 січня 1978, Ментон) — французький політик.
Член ЦК Французької Комуністичної партії з 1926 р., член Політбюро ЦК ФКП з 1937 р.
1939-1943 — ув'язнений.
З квітня 1944 р. — член Французького комітету національного визволення.
Вересень 1944 р. — травень 1947 р. — член французького уряду, займав ряд міністерських посад.
1947 — разом з іншими міністрами-комуністами вийшов у відставку.
Рішуче виступав проти колоніальних воєн Франції на Мадагаскарі, в Індокитаї та Алжирі.